# Déjeuner en paix
Déjeuner en paix – piosenka poprockowa Stephana Eichera, wydana w 1991 roku jako singel promujący album Engelberg.

## Charakterystyka
Tekst piosenki napisał Philippe Djian, a muzykę Stephan Eicher. Podstawą była melodia powstała z nieregularnego sampla syntezatorowego. Utwór powstał w czasie wojny w Zatoce Perskiej. W warstwie tekstowej opowiada o parze, która pragnie spożyć śniadanie bez słuchania złych wiadomości z radia.

## Pozycje na listach przebojów
| Lista            | Pozycja | Źródło |
| ---------------- | ------- | ------ |
| Belgia (Walonia) | 8       | [ 2 ]  |
| Europa           | 13      | [ 3 ]  |
| Francja          | 2       | [ 4 ]  |

## Wykonawcy
Źródło: WhoSampled
- Stephan Eicher – wokal, gitara akustyczna
- Pino Palladino – gitara basowa
- Florence Charlin, Isabelle Reynaud – skrzypce
- Stephane Rapetti – altówka
- Mathieu Monneret – wiolonczela
- Simon Clark – organy Hammonda

## Wykorzystanie
Utwór był coverowany przez Buzy w 1997 roku oraz Clémenta Verziego w 2016 roku. Piosenkę wykonali także na charytatywnym koncercie 7 marca 2020 roku tacy artyści, jak Christophe Maé, Jean-Louis Aubert, Thomas Dutronc, Claudio Capéo, Jenifer, Vitaa, Amel Bent i Claire Keim. Sample z utworu wykorzystali: Stress („Déjeuner en paix ′14” z 2014 roku) oraz dwukrotnie Les Enfoirés („Medley vie quotidienne” z 2006 roku oraz „Tout oublier / Déjeuner en paix” z 2020 roku).